# 苏珊·桑塔格
苏珊·桑塔格（英語：Susan Sontag，1933年1月16日—2004年12月28日）是一名美国作家、评论家和女权主义者。她被认为是近代西方最引人注目、最有争议性的女作家及评论家之一。
苏珊的写作领域广泛，以其才华、敏锐的洞察力和广博的知识著称。著作主要有《反对阐释》（Against Interpretation），《激进意志的风格》（Styles of Radical Will），《论摄影》（On Photography），《疾病及其隐喻》（AIDS and Its Metaphors）和小说《火山情人》（The Volcano Lover）。另外其子David Rieff將其日記與筆記編成一本書Reborn:Journals and Notebooks，1947-1963
2000年，她的历史小说《在美国》获得了美国國家图书奖。她还是一位社会评论家和文学评论家，她对时代以及文化的批评包括摄影、艺术、文学等，被誉为“美国公众的良心”。此外，她也是一位反战人士，1960年代反对越南战争，也写文章批评过伊拉克战争。

## 人物生平

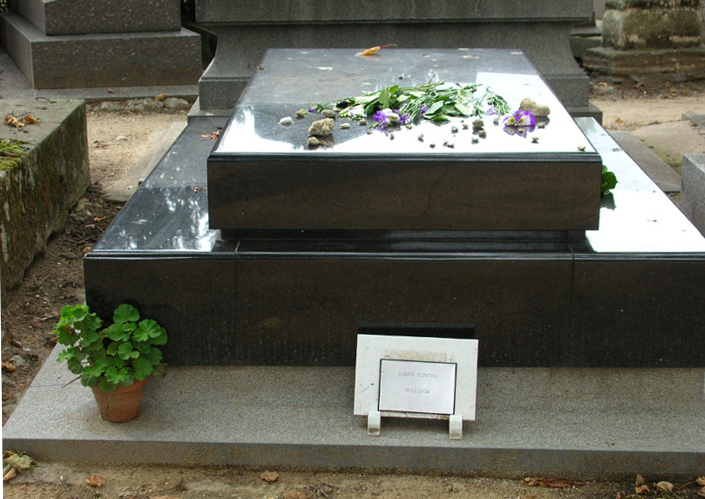
桑塔格的墓園

### 早年
蘇珊·桑塔格原名Susan Rosenblatt，是Jack Rosenblatt和其前妻Mildred Jacobsen的親生女兒。Jack是从事毛皮生意的猶太商人，在桑塔格5岁时因肺结核死於中國。Mildred便改嫁給Nathan Sontag，於是蘇珊改隨後父姓。桑塔格是第三代的立陶宛裔美國人。
桑塔格於亞利桑那州圖森成長，高中在洛杉磯就讀。她跳了三級，15歲就高中畢業，入读加州大学伯克利分校。在伯克利一学期后转学入芝加哥大學，后获得芝加哥大学本科学位。24歲便在哈佛大學取得哲學碩士，之後並前往牛津大學聖安妮學院研究院與巴黎大學，主要工作在哲學、文學和神學這幾個範疇。

### 家庭
17歲時，桑塔格和菲利普·瑞夫（Philip Rieff）結婚，这段婚姻于8年后结束。他們的兒子大衛·瑞夫後來成為了作家及其母的編輯。1989年桑塔格和攝影師安妮·萊柏維茲展開了新戀情，但這段戀情在桑塔格臨終前一年結束了，但兩人到桑塔格死時仍是朋友。
桑塔格因急性骨髓性白血病于2004年12月28日逝世。三十多年來，她與不同形式的癌症鬥爭，包括乳癌和子宮癌。

## 部分著作
- 旁觀他人之痛苦，陳耀成(譯)，麥田出版社出版，2010年 ISBN 9789861736396 （Regarding the Pain of Others）
- 重生：桑塔格日記第一部，郭寶蓮(譯)，麥田出版社出版，2010年 ISBN 9789861736419 （Reborn: Journals & Notebooks 1947-1963）
- 論攝影，黃燦然(譯)，麥田出版社出版，2010年 ISBN 9789861203843 （ON PHOTOGRAPHY）
- 疾病的隱喻，程巍(譯)，麥田出版社出版，2012年 ISBN 9789861738086 （Illness as Metaphor and AIDS and Its Metaphors）
- 土星座下：桑塔格論七位思想藝術大師，廖思逸、姚君偉、陳耀成(譯)，麥田出版社出版，2012年 ISBN 9789861738338 （Under the Sign of Saturn）
- 同時：桑塔格隨筆與演說，黃燦然(譯)，麥田出版社出版，2011年 ISBN 9789861207797 （At the Same Time）
- 反對闡釋，程巍(譯)，上海譯文出版社出版，2011年 ISBN 9787532753437 反詮釋：桑塔格論文集，黃茗芬(譯)，麥田出版社出版，2008年 ISBN 9789861733883（Against Interpretation and Other Essays）
- 重點所在，陶潔、黃燦然 等(譯)，上海譯文出版社出版，2011年 ISBN 9787532753444 陳相如(譯)，大田出版社出版，2008年 ISBN 9789861790985 （Where the Stress Falls）
- 火山情人︰一個傳奇，姚君偉(譯)，上海譯文出版社出版，2012年 ISBN 9787532756117 （The Volcano Lover︰a legend）
- 在美國，何穎怡(譯)，時報出版，2005年 ISBN 957134267X 廖七一、李小均(譯)，譯林出版社出版，2008年 ISBN 9787544705172 （In America）
- 死亡匣子，劉國枝(譯)，上海譯文出版社出版，2009年 ISBN 9787532748563 （Death Kit）
- 我，及其他，徐天池、申慧輝(譯)，上海譯文出版社出版，2009年 ISBN 9787532748426 我等之辈，王予霞 (譯)，探索出版社出版，1999年 ISBN 9789576151811（I，etcetera）
- 恩主，姚君偉(譯)，上海譯文出版社出版，2007年 ISBN 9787532743230 （The Benefactor）
- 床上的愛麗斯，馮濤(譯)，上海譯文出版社出版，2007年 ISBN 9787562741632 床上的愛麗思，黃翠華(譯)，唐山出版社出版，2001年 ISBN 9578221665 （Alice in bed : a play in eight scenes）
- 激進意志的樣式，何寧、周麗華、王磊(譯)，上海譯文出版社出版， 2007年 ISBN 9787532742820 （Styles of Radical Will）
- 蘇珊·桑塔格文選，黃燦然 等(譯)，麥田出版社出版，2005年 ISBN 9867413962 （Selected Writings By Susan Sontag）
- 中國旅行計劃︰蘇珊·桑塔格短篇小說選，申慧辉(譯)，南海出版公司出版，2005年 ISBN 9787544227209
- 沉默的美学：苏珊·桑塔格论文选，黄梅(譯)，南海出版公司出版，2006年 ISBN 9787544227285
- 泅泳於死亡之海：母親桑塔格最後的歲月，David Rieff(著)、姚君偉(譯)，麥田出版社出版，2011年 ISBN 9789861737379 （Swimming in a Sea of Death: A Son’s Memoir）
- 在土星的光環下—蘇珊．桑塔格Susan Sontag紀念文選，David Rieff 等(著)，傾向出版社出版，2007年 ISBN 9789572840863
- 永遠的蘇珊︰回憶蘇珊.桑塔格，Sigrid Nunez(著)、阿垚(譯)，上海譯文出版社出版，2012年 ISBN 9787532757503

## 外部連結
- Susan Sontag （页面存档备份，存于）, official website
- Edward Hirsch. . The Paris Review. Winter 1995  [2013-02-16]. （原始内容存档于2021-05-02）.
- "with Ramona Koval" （页面存档备份，存于）, Books and Writing, ABC Radio National, 30/1/2005
- Susan Sontag – Photos by Mathieu Bourgois.
- The Friedenspreis acceptance speech (2003-10-12) （页面存档备份，存于）
- Fascinating Fascism （页面存档备份，存于） illustrated text of Sontag's seminal 1974 article on Nazi filmmaker Leni Riefenstahl's aesthetics, from Under the Sign of Saturn
- Sontag's comments in The New Yorker, September 24, 2001 （页面存档备份，存于） about the September 11th attack on the United States
- Terry Castle, Desperately Seeking Susan, London Review of Books, March 2005 （页面存档备份，存于）
- Sheelah Kolhatkar, "Notes on camp Sontag" （页面存档备份，存于） New York Observer, January 8, 2005
- Susan Sontag在互联网电影资料库（IMDb）上的資料（英文）
- 'Susan Sontag: The Collector', by Daniel Mendelsohn, The New Republic
- A review of "Reborn" （页面存档备份，存于） - by James Patrick
- In Depth interview with Sontag, March 2, 2003 （页面存档备份，存于）